# Северный полюс-21
Северный полюс-21 (СП-21) — советская научно-исследовательская дрейфующая станция. Открыта 1 мая 1972 года.
Станция проработала две смены — с 1972 по 1973 год и с 1973 по 1974 год.
Особенность дрейфующей станции СП-21 заключалась в том, что, в отличие от большинства станций, которые размещались на многолетних ледяных паковых островах, СП-21 пустилась в дрейф на обычной, относительно непрочной льдине: в нужном районе не оказалось пака. Поэтому начальником станции СП-21 был назначен опытнейший специалист — Г. И. Кизино, для которого это была седьмая зимовка.

## Первая смена (1972—1973 годы)
Первая смена проработала с 1 мая 1972 года по 26 апреля 1973 года. Продолжительность дрейфа составила 360 суток.
Начало дрейфа на 74°42' с. ш. и 175°58' в. д., окончание на 79°58' с. ш. и 156°57' в. д. Суммарный дрейф составил 1600 км, происходил со скоростью 4,44 км/сут. При открытии станции размер льдины составил 4000×4000 м в конце смены — 3800×3600 м, толщина льда составила 490 см.
Начальником смены выступил Кизино Г. И. В составе смены приняли участие:
1. Кизино Г. И. — начальник
2. Богаткин П. А. — метеоролог-актинометрист
3. Евдокушин Г. И. — метеоролог-актинометрист
4. Романцов В. А. — гидролог
5. Давыдов А. А. — гидрохимик
6. Чернов Б. С. — заведующий радио
7. Кунделев А. С. — механик
8. Клопов В. П. — врач
9. Дондуков В. П. — повар
10. Гоби К. Н. — аэролог
11. Шарков А. Л. — локаторщик
12. Трипольников В. Л. — радиофизик
13. Снарский К. К. — радиофизик
14. Дреер Н. К. — механик
15. Победухин Г. Н. — радист

За время работы первой смены было завезено 393 т груза. Всего на льдине побывали 108 человек.
Также за первую смену на станции принято 190 самолётов (Ан-24, Ил-14, Ли-2, Ан-2). Весной 1973 г. на льдине базировался подвижной отряд воздушной высокоширотной экспедиции «Север», для которого были завезены горючесмазочные материалы. С этой же целью на расстоянии 300 км к востоку от станции работала выносная база до 9 мая 1973 г.

## Вторая смена (1973—1974 годы)
Вторая смена проработала с 26 апреля 1973 года по 25 мая 1974 года. Продолжительность дрейфа составила 381 сутки.
Начало дрейфа на 79°58' с. ш. и 156°57' в. д., окончание на 86°16' с. ш. и 143°36' в. д. Суммарный дрейф составил 2519 км, происходил со скоростью 6,61 км/сут. В конце смены размер льдины составил 3600×2500 м, толщина льда — 490 см.
Начальником станции был Макурин Н. В.
В составе смены приняли участие:
1. Макурин Н. В. — начальник
2. Гоби К. Н. — аэролог
3. Чичигин В. Т. — аэролог
4. Зиновьев Г. Н. — аэролог
5. Шарков А. Л. — локаторщик
6. Кокоулин В. И. — метеоролог-актинометрист
7. Максимов Г. А. — метеоролог-актинометрист
8. Зайцев А. Ф. — гидрохимик
9. Дубко О. Д. — океанолог-астроном
10. Овчинников Ю. А. — магнитолог
11. Зушинский А. И. — конструктор
12. Куликов С. И. — заведующий радио
13. Якунин В. В. — радист
14. Лебедев Н. В. — механик
15. Дреер Н. К. — механик
16. Антипин Н. И. — повар
17. Исупов Н. Д. — врач
18. Группа Майхровского Э. Н.

В ходе работы второй смены СП-21 было, в частности, выполнено испытание макета аппаратуры для измерения толщины льда с самолёта, проведена отработка инструментальных наблюдений за относительными перемещениями льдин, начаты натурные испытания новой автоматической дрейфующей радиометеорологической станции АГМС-Л.
За время работы второй смены было завезено 108 т груза. Всего на льдине побывало 104 человека.
Принято 90 самолётов (Ил-14, Ли-2).

## Факты
- СП-21 использовалась как исходная база для экспедиции «Север-25», которая выполнила глубоководные океанологические и метеорологические наблюдения в 182 точках Северного Ледовитого океана.[1]
- В 1973 г. на дрейфующей станции СП-21 впервые был проведен анализ проб воды на содержание нефти и нефтепродуктов.[2]
- К высадке второй смены были подготовлены фирменные конверты станции СП-21 с двухцветным рисунком: на фоне северного сияния изображен вымпел дрейфующей станции с контурами Арктического бассейна и символической ломаной линией дрейфа.[3]